# Catherine Carey, contessa di Nottingham

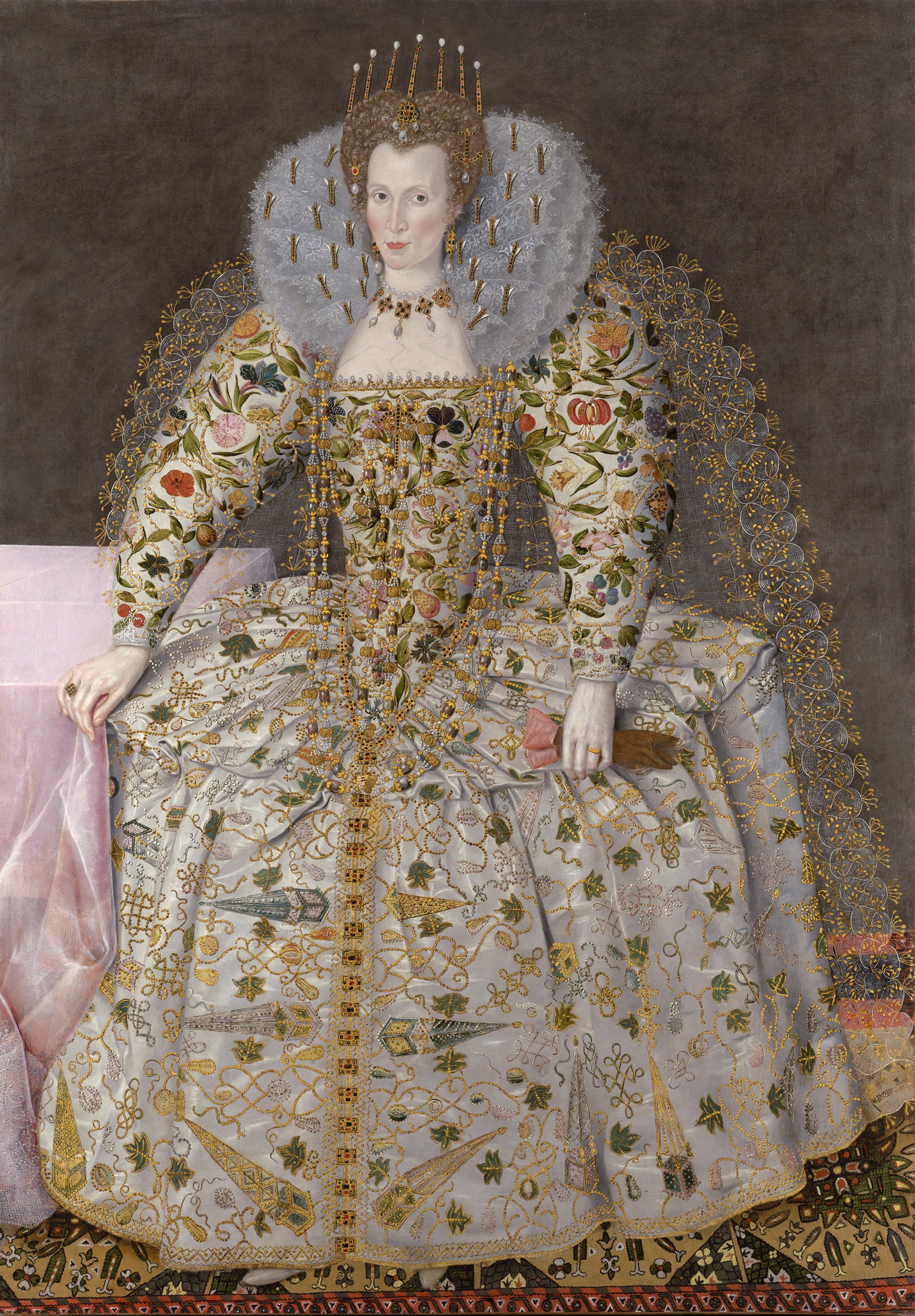
Ritratto di Catherine Carey, contessa di Nottingham, attribuito a Robert Peake il Vecchio e bottega, 1597.

Catherine Carey, contessa di Nottingham (da coniugata: Catherine Howard; 1550 – Westminster, 25 febbraio 1603) è stata una nobildonna inglese, cugina, dama di compagnia e confidente della regina Elisabetta I d'Inghilterra.

## Biografia
Figlia maggiore di Henry Carey e Anne Morgan. Era inoltre cugina di Elisabetta I d'Inghilterra, dato che il padre era figlio di Maria Bolena, sorella di Anna, madre di Elisabetta. Inoltre molte voci affermavano che il vero padre di Henry Carey non fosse sir William Carey ma addirittura di Enrico VIII d'Inghilterra, che di Maria Bolena era stato amante e che era padre d'Elisabetta I, cosa che avrebbe fatto di Catherine la nipote della regina. 
Nel luglio 1563 sposò Charles Howard, I conte di Nottingham, mentre nel 1572 venne nominata First Lady della camera da letto. 
Da Howard ebbe cinque figli:
- Frances Howard (? - 1628), sposò Henry FitzGerald, XII conte di Kildare e dopo la morte di lui Henry Brooke, XI barone di Cobham.
- William Howard, III barone Howard di Effingham (27 dicembre 1577 – 28 novembre 1615).
- Charles Howard, II conte di Nottingham (17 settembre 1579 - 3 ottobre 1642).
- Margaret Howard, sposò Richard Leveson.
- Elizabeth Howard (? - 1636), sposò sir Robert Southwell e poi John Stewart, conte di Carrick.

Dal 1601 la sua salute iniziò a peggiorare e, il 25 febbraio 1603 morì presso l'Arundel House, poche settimane prima della cugina Elisabetta. Venne seppellita il 25 aprile seguente presso la Chelsea Old Church.